# Carlo Orlandi
Carlo Orlandi (23. dubna 1910, Milán, Itálie – 29. července 1983, Milán) byl italský boxer.
Na Letních olympijských hrách 1928 v Amsterdamu získal zlatou medaili v lehké váze (do 61,2 kg). Ve finále porazil Američana Stephena Halaika.
V letech 1929 až 1944 boxoval profesionálně. Jeho bilance byla 97 vítězství, 19 porážek a 10 remíz. V roce 1934 se stal profesionálním mistrem Evropy v lehké váze.
Carlo Orlandi byl neslyšící. Byl znám pod přezdívkou El negher di Porta Romana.